# Germain Grangier
Germain Grangier, né le 14 février 1990 aux Deux Alpes, est un sportif français, spécialiste de l’ultra-trail. Il a notamment fait des podiums sur l’UTMB, la diagonale des fous et la Hardrock. Il vit dans les Alpes-maritimes, dans la vallée de la Haute Tinée, et est en couple avec la traileuse américaine Katie Schide.

## Biographie
Né aux deux Alpes, il découvre le sport dès son plus jeune âge à travers le ski alpin, puis se passionne pour le VTT et le cyclisme sur route après un déménagement à Cagnes-sur-Mer du côté de Nice. Ces disciplines le mènent jusqu’au meilleur niveau amateur vers 20 ans (DN1 avec l’équipe d’Aix-en-Provence), avant qu’une blessure sur l’artère iliaque, une endofibrose, ne l’oblige à interrompre sa progression à 21 ans,,,.
Après une licence de physique à Nice,, il entame alors des études d’ingénieur en géologie & risques naturels à Polytech Grenoble, durant lesquelles il commence à courir, un choix motivé autant par les contraintes physiques que par son emploi du temps chargé. La course à pied devient progressivement un nouvel axe de développement, bien que ralenti par de nombreuses blessures, dont une nécessitant une opération,.
La musique fait aussi partie de ses passions. Il joue du piano, de l’accordéon et de la guitare,,.
Le trail lui permet de faire une activité physique tout en observant la nature, son domaine de prédilection,. Il avait d’ailleurs toujours continué à pratiquer les sports de montagnes même à l’époque où il pratiqué le cyclisme. Après une période de repos et la fin de ces études, il reprend la compétition et surprend en terminant troisième de l’OCC (Orsières-Champex-Chamonix) à Chamonix en 2015, une épreuve de trail qu’il découvre, marquant ainsi le début d’un engagement plus sérieux dans la discipline.
En 2016, il rencontre l’américaine Katie Schide en Italie lors d’une fête d’après-course avec qui il finit par être en couple.
Par la suite, en 2016 et en 2017, il réalise de bons résultats avec des podiums sur de trails de moyen distance (20 -73 km) comme une victoire à la Garmin Mournes Skyline Irlande, du Trail des Balcons d’Azur, de la Transrockies Run Mixte aux États-Unis et du 3600 Summit Trail Les 2Alpes. En 2017 il remporte la 6000D (65km, 3825m D+), victoire la plus importante de sa carrière à cette époque.
Après une troisième place lors de l’OCC en 2015, Germain Grangier se hisse à la même place en 2023 sur l’épreuve reine, l’UTMB. Deux mois plus tard, il termine à la seconde place d’un autre monument, la diagonale des fous à La Réunion.
En 2019, il co-crée une course, le ONE&1, dans les Alpes-Maritimes. L’originalité de celle-ci est qu’elle se fait sur deux jours, en duo et en bivouac . Il a pensé à cette idée après des courses faite avec sa compagne.
En 2024, après des blessures quelques mois avant l’UTMB, il s’engage tout de même sur la course, son principal objectif de l’année mais abandonne à 25 km de l’arrivée alors qu’il est en deuxième position,.
Lors de La Prom’Classic 2025 à Nice, il réalise un chrono de 30 minutes et 43 secondes sur 10 km. En juillet, il se classe troisième de la mythique Hardrock 100.

## Principaux résultats
| no                 | Course                                                   | Longueur | Départ           | Temps            |
| ------------------ | -------------------------------------------------------- | -------- | ---------------- | ---------------- |
| Médaille d'or      | PAYS DES ECRINS - TOUR DU LAC 2014                       | 28 km    | 20 juillet 2014  | 2 h 40 min 36 s  |
| Médaille de bronze | Orsières - Champex - Chamonix 2015                       | 52,4 km  | 27 août 2015     | 5 h 38 min 27 s  |
| Médaille d'or      | Trail Des Balcons d'Azur 2016                            | 45,6 km  | 24 avril 2016    | 4 h 4 min 37 s   |
| Médaille de bronze | VALLESPIR CANIGOU TRAIL 2016                             | 23 km    | 22 mai 2016      | 2 h 27 min 23 s  |
| Médaille de bronze | SKYRACE DE MONTGENEVRE 2016 - SKY RACE CHABERTON         | 37,6 km  | 9 juillet 2016   | 4 h 5 min 29 s   |
| Médaille de bronze | Ubaye Trail Salomon 2016                                 | 41,2 km  | 7 août 2016      | 3 h 48 min 16 s  |
| Médaille d'argent  | LAUGAVEGUR ULTRA MARATHON 2017                           | 52,4 km  | 15 juillet 2017  | 4 h 22 min 17 s  |
| Médaille d'or      | La 6000D La Course Des Géants 2017                       | 65,6 km  | 29 juillet 2017  | 6 h 11 min 3 s   |
| Médaille d'or      | Trail Des Balcons d'Azur 2018                            | 46,8 km  | 15 avril 2018    | 4 h 2 min 45 s   |
| Médaille d'or      | Madeira Island Ultra-Trail® 2018                         | 84,1 km  | 28 avril 2018    | 9 h 59 min 29 s  |
| Médaille d'or      | Salomon Gore-Tex MaXi-Race 2018                          | 84,9 km  | 26 mai 2018      | 9 h 31 min 13 s  |
| Médaille d'argent  | Trail de la Vésubie 22 Km                                | 22,7 km  | 17 juin 2018     | 2 h 4 min 28 s   |
| Médaille d'or      | 2 Alpes Outdoor Festival 2018 - 3600 Summit Trail        | 37,9 km  | 24 juin 2018     | 4 h 45 min 36 s  |
| Médaille d'or      | Vibram Maremontana 2019                                  | 62,3 km  | 31 mars 2019     | 6 h 24 min 42 s  |
| Médaille d'or      | Salomon Gore-Tex MaXi-Race 2019                          | 115,3 km | 25 mai 2019      | 12 h 56 min 43 s |
| Médaille de bronze | 90 Km du Mont-Blanc                                      | 93 km    | 28 juin 2019     | 11 h 37 min 44 s |
| 9e                 | Ultra-Trail du Mont-Blanc 2019                           | 171,1 km | 30 août 2019     | 23 h 16 min 03 s |
| Médaille d'or      | Ultra Trail Cote d'Azur Mercantour 2020                  | 133,6 km | 3 septembre 2020 | 17 h 04 min 47 s |
| Médaille de bronze | Ergysport Trail Du Ventoux 2021                          | 45,8 km  | 6 juin 2021      | 3 h 48 min 56 s  |
| Médaille d'or      | Ultra Trail Cote d'Azur Mercantour 2021                  | 9,7 km   | 11 juillet 2021  | 55 min 1 s       |
| Médaille d'or      | Skyrace des Matheysins 2022                              | 41,8 km  | 7 mai 2022       | 4 h 27 min 52 s  |
| Médaille d'or      | SWISS CANYON TRAIL 2022 - K81                            | 83,5 km  | 5 juin 2022      | 7 h 34 min 31 s  |
| Médaille d'or      | Val d’Aran by UTMB® 2022                                 | 160,9 km | 8 juillet 2022   | 23 h 24 min 54 s |
| 5e                 | Le Grand Raid De La Réunion 2022 - La Diagonale Des Fous | 168,4 km | 20 octobre 2022  | 24 h 45 min 43 s |
| Médaille d'or      | 90 Km du Mont-Blanc                                      | 90,2 km  | 23 juin 2023     | 10 h 36 min 6 s  |
| Médaille de bronze | Ultra-Trail du Mont-Blanc 2023                           | 171 km   | 1 septembre 2023 | 20 h 10 min 52 s |
| Médaille d'argent  | Le Grand Raid De La Réunion 2023 - La Diagonale Des Fous | 167,3 km | 19 octobre 2023  | 24 h 0 min 54 s  |
| Médaille d'or      | MARATHON DE LA VESUBIE 2024                              | 42 km    | 18 mai 2024      | 3 h 48 min 25 s  |
| Médaille d'or      | Chianti Ultra Trail 2025                                 | 73 km    | 22 mars 2025     | 6 h 11 min 26 s  |
| 5e                 | Madeira Island Ultra-Trail® 2025                         | 117,6 km | 26 avril 2025    | 13 h 19 min 41 s |
| Médaille de bronze | Hardrock 100 2025                                        | 161 km   | 11 juillet 2025  | 24 h 04 min 10 s |